# 来迎寺 (三田市)
来迎寺（らいこうじ）は、兵庫県三田市にある曹洞宗の寺院。山号は天照山。

## 縁起
「来迎寺(らいこうじ)」という寺名の由来は、実は、大変に古い。聖徳太子が、わが国に初めて仏教を導入(十七条憲法)、法隆寺を創建されたのが推古15年(607年)である。そのわずか39年後に「大化の改新」(大化2年＝646年)という政変があり、このころ、国や郡の制度が出来た。
そのころ、一国に一国分寺、一郡に一来迎寺あり、とされ、宗派を問わず各地に来迎寺が誕生したと言われる。現在も各地に来迎寺の名が残っている。当・来迎寺もそのころのものかどうかは、確かな文献がないので不明だが、少なくとも原点を見る思いがする。
また、寺には”山号”というものが必ずあるが、当山も初めは天正山として役所に届けたが、同じ年号があったため許可されず、天生山とし、いつしか天照山となった。
当・来迎寺は、もともと真言宗であったが、荒廃いちじるしく、近隣の三木市上の丸の雲龍寺(曹洞宗)の第六世、哉安慧善大和尚が、来迎寺第二世、楞宗智白大和尚に命じて来迎寺を再建させ、さらに曹洞宗に改宗して再出発させたのが、安永5年(1776年)と、上棟板に記されている。今から228年前である(徳川第10代・家治、同第11代・家斉のころ) 。これが曹洞宗・来迎寺としての本格的な始まりと見てよい。
その後、世代は変わり、第九世に至るまで改修もされず荒れたままであった。しかし、第十世機外元峰大和尚が普任するや(大正14年)、様相は一変する。参道から山門に上る石段、そして境内の敷石などを全て御影石で舗装完成、本堂の東側に倉庫、蔵が出来る。さらに昭和12年には、懸案の開山堂(位牌堂)を新築円成し、衆目を集めた。しかし、念願の本堂、庫裡の再建を果たせず、50歳の若さで、昭和18年5月、示寂した。
元峰大和尚の二男にあたる第十一世雲外元宣和尚が後を継ぐが、時、恰も第2次大戦のさなか、昭和18年の学徒動員令により、駒澤大学を6ヶ月繰り上げ卒業となり、来迎寺住職の辞令を受けたまま、戦地の旧・満州(現・中国東北部)に出征する。幸い、昭和21年7月、元気で帰山する。来迎寺には、戦時中の昭和19年から同20年8月の終戦時まで、尼崎市の小学校の”学童疎開”などがあり、寺が荒れて雨漏りも激しく、墓道も崩れたところが多く手の施しようもない状態にあった。
しかし、昭和35年ごろから、檀信徒をはじめとする人たちから修復の気運が強まり、参道および墓道の拡張、舗装、水道敷設などが成り、さらに昭和58年に至って、懸案の本堂、庫裡の新築円成を見たことは特筆される。山門の下庭の一角に白衣観音像を建立(平成元年9月)、信仰の輪も広げた。現在の車社会に即応し、寺や墓参りが車で往復でき、墓水まで完備するという便利さを提供したのも、時代のニーズによく応えている。これら一連の仏績は、第十世元峰大和尚の悲願を継承、実現させたもので、第十一世元宣和尚時代(約60年)の画期的な改革といえる。かくて来迎寺は大きく活性化、檀信徒の信仰を一段と深めた。
平成14年、長男の第十二世宣外伸好和尚が晋山、結制を修し、元宣和尚は東堂として現在に至っている。

## 所在地
- 兵庫県三田市三輪3丁目8-18

## 寺院周辺
- 三輪神社
- 三輪明神窯史跡園

## 交通アクセス
- JR福知山線三田駅から徒歩16分
- 自動車：国道176号線三輪交差点から3分